# الحكومة البريطانية والجهاد (كتاب)
الحكومة البريطانية والجهاد هو كتاب كتبه ميرزا غلام أحمد، مؤسس الحركة الأحمدية في الإسلام، في عام 1900. العنوان البديل للكتاب هو المعنى الحقيقي للجهاد. نُشر في 22 أيار 1900 م وترجمته منشورات الإسلام العالمية إلى الإنجليزية في عام 2006.
لقد استخدم مؤسس الجماعة الإسلامية الأحمدية القرآن الكريم وأحاديث النبي محمد لشرح وجهة نظره حول مفهوم الجهاد الإسلامي ويقول أن محمدا لجأ إلى الحرب الدفاعية فقط بعد أن عانى لمدة ثلاثة عشر عامًا من القمع الوحشي. لقد مُنح الإذن الإلهي بالانتقام لغرض محدد وهو الدفاع عن النفس، ومعاقبة المعتدين، ودعم حرية الضمير. وقال أيضًا إن الأمر بالقتال والثأر كان لتلك الحالة الخاصة التي وجد المسلمون الأوائل أنفسهم فيها.

## ادعاؤه أنه المسيح والمهدي
وفي نهاية الكتيب قال أحمد أنه المسيح الموعود والمهدي:
وقد وُهِبتُ أنا أيضًا بمعونة الروح القدس. الإله القدير القدوس نفسه الذي نزل عليّ ظهر لجميع الأنبياء. ظهر لموسى في سيناء، ولعيسى في جبل سعير، وأشرق على النبي الكريم [محمد] في جبل فاران. لقد تواصل معي وقال لي:
"أنا الكائن الأسمى الذي بُعث جميع الأنبياء لعبادة الله. أنا وحدي الخالق والمالك، وليس مثلي أحد. لا أُخضع للولادة أو الموت. أُبلغتُ أن المعتقدات المسيحية السائدة، كالثالوث والكفارة، كلها أخطاء بشرية تتعارض مع تعاليم الله الحقيقية. لقد أبلغني الله مباشرةً بكلمته الحية. إذا واجهتَ صعوبات، وسألك الناس كيف يعرفون أنك من عند الله، فأخبرهم أن العلامات السماوية تشهد لي، وأن صلواتي مستجابة، وأنني مطلع على ما سيأتي. تُكشف لي أسرار خفية، لا يعلمها إلا الله، قبل أن تُعلن. (ص ٣٧)

ألم يكن هذا العصر بحاجة إلى تجسيد المسيح عيسى عليه السلام؟ بالطبع كان بحاجة. ملايين المسلمين اليوم مستعدون لقتل الآخرين بذريعة الجهاد. بل إن بعضهم عاجزون عن حب حكومة خيرة حبًا حقيقيًا حتى وهم يعيشون في ظل حمايتها. إنهم عاجزون عن بلوغ أعلى درجات التعاطف، ولا يستطيعون تطهير أنفسهم من التصنع والتظاهر. لذلك كانت هناك حاجة ماسة إلى تجسيد المسيح عيسى عليه السلام. فأنا ذلك التجسيد الموعود، الذي أُرسل على صورة المسيح عيسى عليه السلام الروحية وشخصيته ومزاجه. (ص 33)

## روابط خارجية
- حكومة Angrezi Aur Jihad (الحكومة البريطانية والجهاد)